# Titularbistum Sinna
Sinna ist ein Titularbistum der römisch-katholischen Kirche.
Es geht zurück auf einen untergegangenen Bischofssitz in der gleichnamigen antiken Stadt, die in der römischen Provinz Africa proconsularis (heute nördliches Tunesien) lag. Der Bischofssitz war der Kirchenprovinz Karthago zugeordnet.
| Titularbischöfe von Sinna |                                                                  |                                                         |                   |                   |
| Nr.                       | Name                                                             | Amt                                                     | von               | bis               |
| 1                         | José María González Valencia                                     | Weihbischof in Durango (Mexiko)                         | 10. Februar 1922  | 24. März 1924     |
| 2                         | Jozef Vanderhoven CICM                                           | Apostolischer Vikar von Boma (Belgisch-Kongo)           | 26. Februar 1934  | 4. Dezember 1949  |
| 3                         | Maxim Hermaniuk CSsR                                             | Weihbischof in Manitoba (Kanada)                        | 13. Januar 1951   | 1. September 1956 |
| 4                         | Francisco Gómez Marijuán CMF                                     | Apostolischer Vikar von Fernando Poo (Äquatorialguinea) | 14. November 1957 | 3. Mai 1966       |
| 5                         | Abel Isidoro Antezana y Rojas CMF Titularerzbischof pro hac vice | emeritierter Erzbischof von La Paz (Bolivien)           | 1967              | 28. November 1968 |
| 6                         | Francesco Brustia                                                | emeritierter Bischof von Andria (Italien)               | 29. März 1969     | 15. Januar 1970   |
| 7                         | Adelmo Tacconi                                                   | Weihbischof in Sovana-Pitigliano (Italien)              | 23. April 1970    | 23. März 1979     |
| 8                         | Paul Fouad Tabet Titularerzbischof pro hac vice                  | Apostolischer Nuntius                                   | 9. Februar 1980   | 20. Juli 2009     |
| 9                         | Arūnas Poniškaitis                                               | Weihbischof in Vilnius (Litauen)                        | 5. Februar 2010   |                   |